# Paulo Pina
Paulo Jorge Martins dos Santos Pina (Setúbal, 4 gennaio 1981) è un ex calciatore portoghese naturalizzato capoverdiano, di ruolo attaccante.